# Evan Mecham
Evan Mecham (Duchesne, 12 maggio 1924 – Phoenix, 21 febbraio 2008) è stato un politico statunitense.
È stato il governatore dell'Arizona dal gennaio 1987 all'aprile 1988. Rappresentante del Partito Repubblicano, ha avuto un mandato di breve durata a causa di un impeachment.